# 岐阜県歴史資料館
岐阜県歴史資料館（ぎふけんれきししりょうかん、Gifu Prefectural Archives）は、岐阜県岐阜市にある岐阜県の公文書館である。

## 概要
岐阜公園の南側、金華山ドライブウェイ夕陽丘入口手前に位置する。本館は不破郡垂井町岩手に現存する竹中氏陣屋門を模した戦国時代城郭風建築で、短冊状の狭間が特徴的な建物である。
岐阜県の歴史や民俗、行政に関する資料を収集・保存ならびに研究し、定期的に所蔵史料紹介展などの企画展示も行っている。収蔵資料には、岐阜との関係が深い織田信長関連の文書など、古文書等歴史資料約38万点をはじめとする貴重な資料が数多くある。
資料は簡単な手続きの後、館内で自由に閲覧出来るが、館外貸し出しは行っていない。しかし、別途手続きを行えば、資料の持参機材による撮影、図書の複写が可能である（一部資料を除く）。
1階には展示室があり、レプリカではあるが、美濃郡代笠松陣屋、飛騨郡代高山陣屋の文書、織田信長の手紙などを展示する。また、定期的に企画展が行われる。
指定管理者制度により、公益財団法人岐阜県教育文化財団が管理運営を行っている。
岐阜県まちかど美術館・博物館に登録されている。

## 沿革
- 1974年（昭和49年）4月1日 - 岐阜県史料館開設のため、岐阜県総務部総務課に史料館準備室設置。
- 1977年（昭和52年）7月1日 - 岐阜県歴史資料館開館
- 1984年（昭和59年）7月31日 - 「岐阜県歴史資料館だより」を創刊。
- 1992年（平成4年）11月25日 - シリーズ「岐阜を見つめて」を創刊。
- 1998年（平成10年）3月31日 - 「岐阜県教育史」史料編1（近世）を発刊。
- 2002年（平成14年）3月12日 - 「円空の和歌」～歌から探る人間像～を発刊。
- 2004年（平成16年）4月1日 - 指定管理者制度を導入。財団法人岐阜県教育文化財団を指定管理者とする。
- 2006年（平成18年）2月23日 - 「基礎資料　円空の和歌」～1600余首の全て～を発刊。

## 利用情報
- 休館日：月曜日（その日が祝日などの場合はその翌日）、毎月最終金曜日（7月を除く）、年末年始（12月29日～1月3日）
- 開館時間：9:00～16:30
- 入館料：無料
- 駐車場：無料

## アクセス
- 岐阜バスJR岐阜駅または名鉄岐阜駅より高富線・岐北線・板取線に乗車。「本町1丁目」下車。徒歩8分。